# Evelyn Everett-Green
Evelyn Ward Everett-Green (* 17. November 1856 in London; † 23. April 1932 in Funchal, Madeira, Portugal) war eine britische Romancière, die ihre Autorenkarriere mit aufbauenden und frommen Kindergeschichten begann. Sie ging zu historischen Dichtungen für ältere Mädchen über, dann zu romantischen Geschichten für Erwachsene. Von ihren etwa 350 Büchern erschienen mehr als 200 unter ihrem eigenen Namen, die anderen unter den Pseudonymen H. F. E., Cecil Adair, E. Ward, und Evelyn Dare.

## Frühes Leben und Arbeit
Everett-Greens Mutter war die Historikerin Mary Anne Everett Green und ihr Vater der Künstler George Pycock Green. Die Familie gehörte der Kirche der Methodisten an.
Während eines einjährigen Aufenthalts am Bedford College (London, 1872–1873) schrieb Everett-Green ihren ersten Roman und setzte das Schreiben während des Studiums an der London Academy of Music and Dramatic Art fort. Der Tod ihres Bruders 1876 beendete ihre Pläne, mit ihm nach Indien zu gehen, und sie wandte sich wohltätigen Tätigkeiten wie Sonntagsschule, Lehren und Pflege zu.

## Späteres Leben und Arbeit
1880 erschien ihre erste Publikation Tom Tempest's Victory. Obwohl weitere Werke folgten, fiel ihr das Schreiben zuhause schwer und die Stadtwinter schadeten ihrer Gesundheit. 1883 verließ sie London, um mit Catherine Mainwaring Sladen zu leben und in den 1890ern und frühen 1900ern lebten sie in Albury. 1911 verließen sie England und siedelten sich auf Madeira an. Sie wurde ein aktives Mitglied der englischen Gemeinde und wurde auf dem englischen Friedhof begraben. An der Innenwand der Holy Trinity Church (the English Church) in Funchal gibt es eine Erinnerungsplakette.
In ihrer Zeit in Albury schrieb sie zahlreiche historische Romane und einige moralische Geschichten für die Religious Tract Society. Ihr Roman über Johanna von Orleans, Called of Her Country (1903), später als A Heroine of France wiederveröffentlicht, präsentiert Johanna als feminine „Angelic Maid“ in weißer Rüstung deren inspirierende Abenteuer in pflichtbewusstem Geist erfolgten.
Ein Großteil von Everett-Greens Werk richtete sich an Mädchen, es entstanden aber auch Abenteuergeschichten für Jungen, wie A Gordon Highlander (1901). Nach der Auswanderung schrieb sie Liebesromane für Erwachsene, oft unter dem Pseudonym Cecil Adair.

## Weiterführende Literatur
- Kimberley Reynolds, Girls Only?: gender and popular children's fiction in Britain, 1880–1910 (Harvester Wheatsheaf 1990)
- Bilder französischer und italienischer Übersetzungen von Drifted ashore or A Child without a Name (Seite nicht mehr abrufbar. Suche in Webarchiven)